# 隆納·雷根號航空母艦

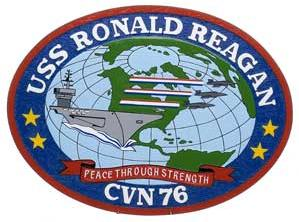
雷根號徽章

隆納·雷根號航空母艦（USS Ronald Reagan CVN-76），或直接簡称雷根號航空母艦，是美國尼米茲級核動力航空母艦的九號艦，也是美國在進入21世纪以後第一艘成軍的航空母艦。2001年時完工下水的雷根號是以美國第40任總統隆納·雷根為名，雷根總統是帶領美國結束冷戰時期、非常受美國人民愛戴的國家領袖，也是第一位本人還在世時便以其名為軍艦命名的前美國總統。不過由於新艦下水時雷根本人因病無法參加下水儀式，因此是由前第一夫人南希·里根（Nancy Reagan）代表出席，2003年7月12日在諾福克海軍基地正式服役，取代星座號航空母艦（USS Constellation CV-64），雷根本人則在隔年2004年6月5日去世，享年93歲。

## 簡介
與已經服役的前面八艘同級艦相比，雷根號跟10號艦布希號有多項改良，其外觀最明顯的就是艦島重新設計，原本位於艦島後方的獨立桅杆取消，改成一座與艦島整合的塔狀桅杆。而原本位於後桅杆上的AN/SPS-49(V)5雷達改置於艦島後部上方 ，而原本位於主桅杆頂的AN/SPQ-9A型追蹤雷達則被更新型的AN/SPQ-9B型取代。先前服役的同級船艦回廠大修後，主桅也都陸續更換為與雷根號相同的型式，不過其桅杆上配置的雷達和感測系統，則與前幾艘同級艦相同。
此外，艦體改用新的球鼻艏，這是尼米茲級航艦首度採用的新設計，這項設計可以提供艦艏較佳浮力，能夠改善航艦的航行品質，減少動能損失，提高艦載機的運作效率和可靠度。雷根號的飛行甲板與相關設備也獲得改良。在航艦內部的改良方面，雷根號配備有先進的整合指揮網路、修改空調和部分艙間配置、改良核動力系統等，其中的整合指揮網路可將裝備控制、導航、通信與其他系統都整合在一起，而大幅提高指管效率。
雷根號目前隸屬於美國太平洋艦隊第七艦隊，母港為日本横須賀海軍設施。

## 航空母艦打擊群
雷根號是美國海軍第7航空母艦打擊群（CSG-7）的一部份與第7驅逐戰隊（DESRON-7）指揮官的駐艦。雷根號、第7驅逐戰隊與第14艦載機大隊（CVW-14）共同組成第9航空母艦戰鬥群（CSG-9），其詳細組成包括：
- 雷根號航空母艦（USS Ronald Reagan CVN-76）
- 第7驅逐戰隊（DESRON-7）
  - 查普蘭湖號飛彈巡洋艦（英语：USS Lake Champlain (CG-57)）（USS Lake Champlain CG-57）
  - 迪凱特號飛彈驅逐艦（USS Decatur DDG-73）
  - 麥坎貝爾號飛彈驅逐艦（USS McCampbell DDG-85）
  - 雷尼爾號快速戰鬥支援艦（英语：USNS Rainier (T-AOE-7)）（USNS Rainier T-AOE-7）
  - 第11械彈處理小組（英语：United States Navy EOD）（Explosive Ordnance Disposal Unit 11，EOD-11）第15分遣隊
- 第14艦載機大隊
  - 第115「老鷹」戰鬥攻擊中隊（VFA-115 "Eagles"）- 配置F/A-18 E/F超級大黃蜂式（Super Hornet）戰鬥攻擊機
  - 第22「紅公雞」戰鬥攻擊中隊（VFA-22 "Redcocks"）-  配置F/A-18 E/F超級大黃蜂式戰鬥攻擊機
  - 第113「螫刺」戰鬥攻擊中隊（VFA-113 "Stingers"）- 配置F/A-18C 大黃蜂式（Hornet）戰鬥攻擊機
  - 第25「艦隊之拳」戰鬥攻擊中隊（VFA-25 "Fist of The Fleet"）- 配置F/A-18C大黃蜂式戰鬥攻擊機
  - 第139「美洲豹」電子攻擊中隊（VAQ-139 "Cougars"）- 配置EA-18G咆哮者（Growler）艦載型電子攻擊機
  - 第113「黑鷹」空中早期預警中隊（VAW-113 "Black Eagles"）- 配置E-2C鷹眼式（Hawkeye）空中預警機
  - 第4「黑騎士」直升機海上戰鬥中隊（HSC-4 "Black Knights"）- 配置SH-60海鷹式（Sea Hawk）或MH-60黑鷹式（Black Hawk）多用途直昇機
  - 第30「提供者」艦隊後勤支援中隊（VRC-30 "Providers"）第1分遣隊 - 配置C-2灰狗式（Greyhound）运输機

## 历史

### 2000年代
2004年5月，里根号航母离开維珍尼亞军港，绕道南美，7月进驻母港，加州的圣地亚哥。
2006年1月，里根号航母开始了她的第一次部署，于2006年2月抵达波斯湾，参加了美国在伊拉克和阿富汗的战争。7月，结束第一次部署返回圣地亚哥。
2007年1月至4月，里根号被派到西太平洋，进行了一次非例行的“增兵”部署，以代替小鹰号航母执行任务。2007年12月，在一艘在加州沿海的游轮上，一个少年急性盲肠炎发作，由直升机送到里根号，由船上医生进行了手术。
2008年5月，里根号开始例行的去西太平洋和中东的部署。6月，菲律宾台风灾难中，里根号参加了人道主义援助和救灾工作。8月，里根号抵达海湾地区，参加了美国在阿富汗的反恐战争。11月，返回圣地亚哥。
2009年5月至10月，里根号再次被派往西太平洋和中东。

### 2010年代
2010年底，里根号和舰上的舰载机大队在加州外海进行合成演习，为2011年的部署做准备。11月，里根号为在加州外海失去动力的一艘游轮提供紧急救助。
2011年1月里根号继续在加州外海训练，19日回港。2月2日，里根号船队离开圣地亚哥，在加州外海进行联合行动部队演习（Joint Task Force Exercises）。2月3日，正在加州的美国德州州长李克佩里登舰参观。2月6日，为纪念里根总统诞辰100周年，由里根号航母上的起飞的黑骑士舰载机中队飞越位于加州西米谷的里根总统图书馆。3月7日，里根号航母舰队结束它在南加州外海的全部训练和演习，启程展开它赴东亚和中东的例行部署。3月9日，里根号航母舰队穿越日期变更线，进入第七舰队责任区，即西太平洋，准备参加在韓國的军事演习。
2011年3月11日，日本本州外海发生9.0级地震，並引發巨大的海啸，造成重大傷亡及损失。美国政府命令里根号以全速驶往日本，以备救灾。3月13日凌晨，里根号到达日本外海，为日本海上自卫队的救灾工作提供海上基地，并派直升机和人员参与救灾。3月13日福島第一核電站爆炸所造成的輻射外洩，導致距離160公里外里根號艦上及附近空气中检测到的輻射劑量，大于平常值720倍，而曾上岸参与救援的17名官兵也受到輻射感染。為此雷根号進行重新布置，改變位置以避开核电站的下风方向，並縮小與韓國聯合演習之規模。4月4日，在美国驻日本大使约翰鲁斯的陪同下，日本防卫大臣北泽俊美访问了里根号航母，向全体官兵表示了感谢。此后，里根号继续在西太平洋海域活动。
4月19日，里根号停靠日本长崎佐世保港口。5月1日，里根号抵达泰国普吉岛访问。5月9日，里根号进入第五舰队辖区，即中东地区，开始接替卡尔文森号执行任务。5月23日和24日，里根号访问了巴林第五舰队驻地，舰上的水兵和海军陆战队士兵上岸参加了支援社区的义务劳动。7月8日，里根号举办了甲板沙滩野餐，這通常代表此次的出航部署期已经超過一半。8月3日，里根号开始回航返回印度洋，8月9日，里根号抵达南中国海。8月12日里根号連同護航艦隊──一艘巡洋艦和兩艘驅逐艦共約6,000名官兵抵达香港，並接受傳媒登艦採訪，是該艦服役後第4次造訪香港。雷根號訪港時間剛巧緊接着中國第一艘航空母艦瓦良格號首航。经停关岛和夏威夷，里根号于9月9日返回圣地亚哥。
2012年1月6日，里根号离开加州圣地亚哥前往华盛顿州布莱莫顿，进行为期一年的干坞整修。
2014年1月14日，美国海军宣布里根号将在2015年取代喬治·華盛頓號航空母艦，常駐日本横须贺基地，而乔治·华盛顿号則返回位於維珍尼亚州的船厂进行航空母艦中期大修并更换核燃料。
2017年1月，里根号在横须贺基地进入短期维修状态。5月16日，维修结束，里根号离开基地开始巡航。5月31日，里根号航母舰队进入日本海，和先期抵达的卡爾·文森號航空母艦举行双航母舰队联合演习。6月5日，里根号回到菲律宾海日本南部海域，6月10日，进入南中国海，13至15号和日本海上自卫队的准航空母舰出雲號護衛艦在南海举行联合演习，17日抵达新加坡，之后继续在南中国海游弋，6月底赴南太平洋。10月2日，訪問香港。
2018年11月21日，訪問香港。

### 2020年代
2020年3月27日，新冠肺炎（COVID-19）疫情蔓延。繼羅斯福號航空母艦（Theodore Roosevelt）後，再有美軍航母出現確診個案。霍士新聞（Fox News）3月27日報道，駐日的列根號（USS Ronald Reagan）航空母艦有兩名船員確診。
2024年後續任務預計由完成更換燃料暨複合大修（RCOH）升級改裝作業的喬治·華盛頓號取代，將返回華盛頓州的布雷默頓海軍基地進行整修。

## 在文化作品中的曝光
- 《超級戰艦》（Battleship）：2012年上映的美國動作電影。雷根號在片中登場，擔任環太平洋演習聯合艦隊的指揮官旗艦，在最後關頭出動艦上戰鬥機擊毀外星戰艦與其所發射的武器。
- 《哥吉拉》（Godzilla）：2014年電影

## 圖片集

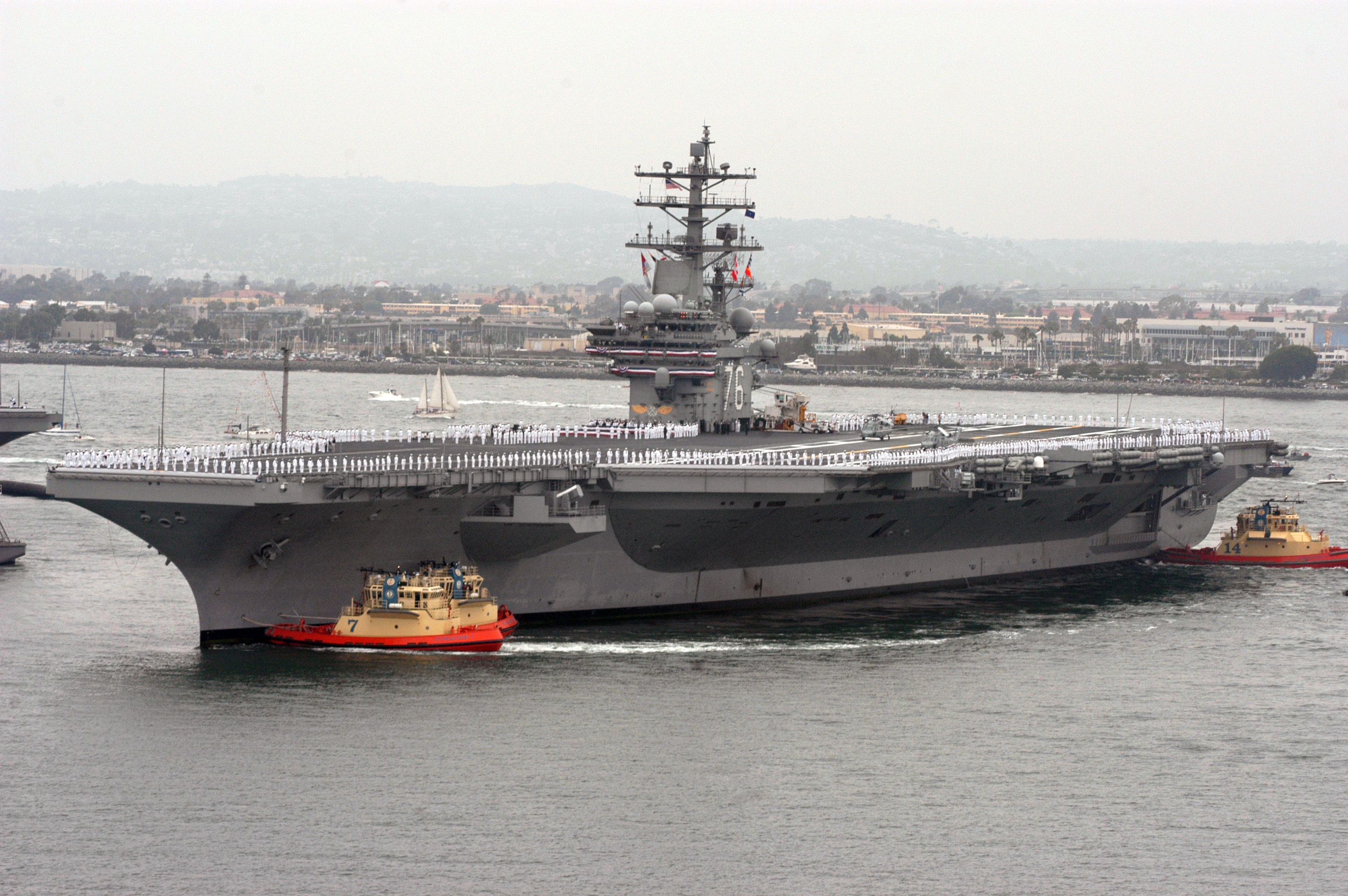
雷根號第一次進入母港加州圣迭戈，正式加入太平洋艦隊
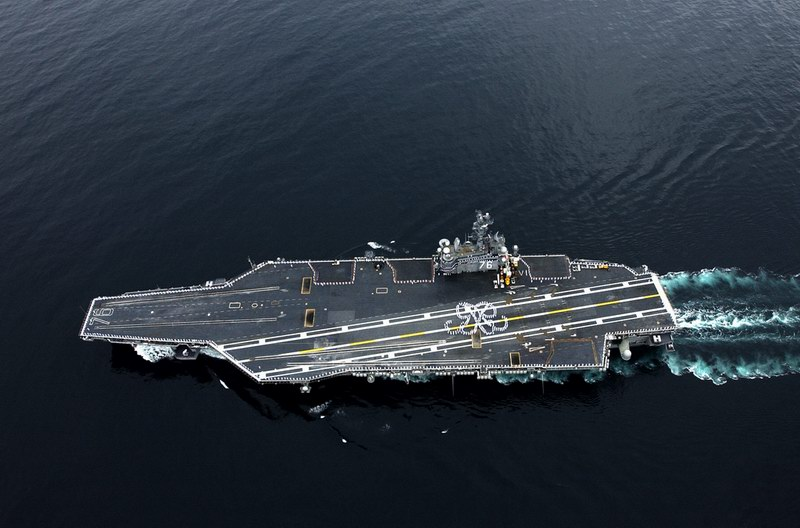
里根号在太平洋上航行时，官兵在甲板上排列出代表里根总统的“RR”字样
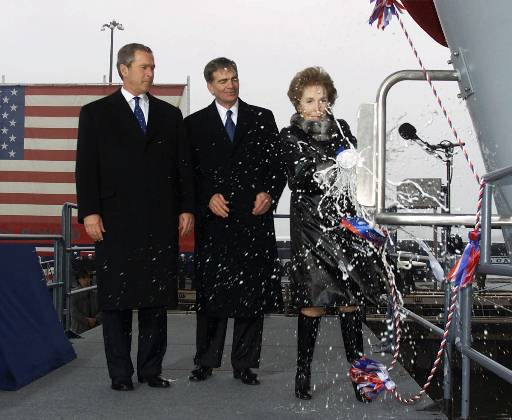
雷根夫人萳西參加下水典禮
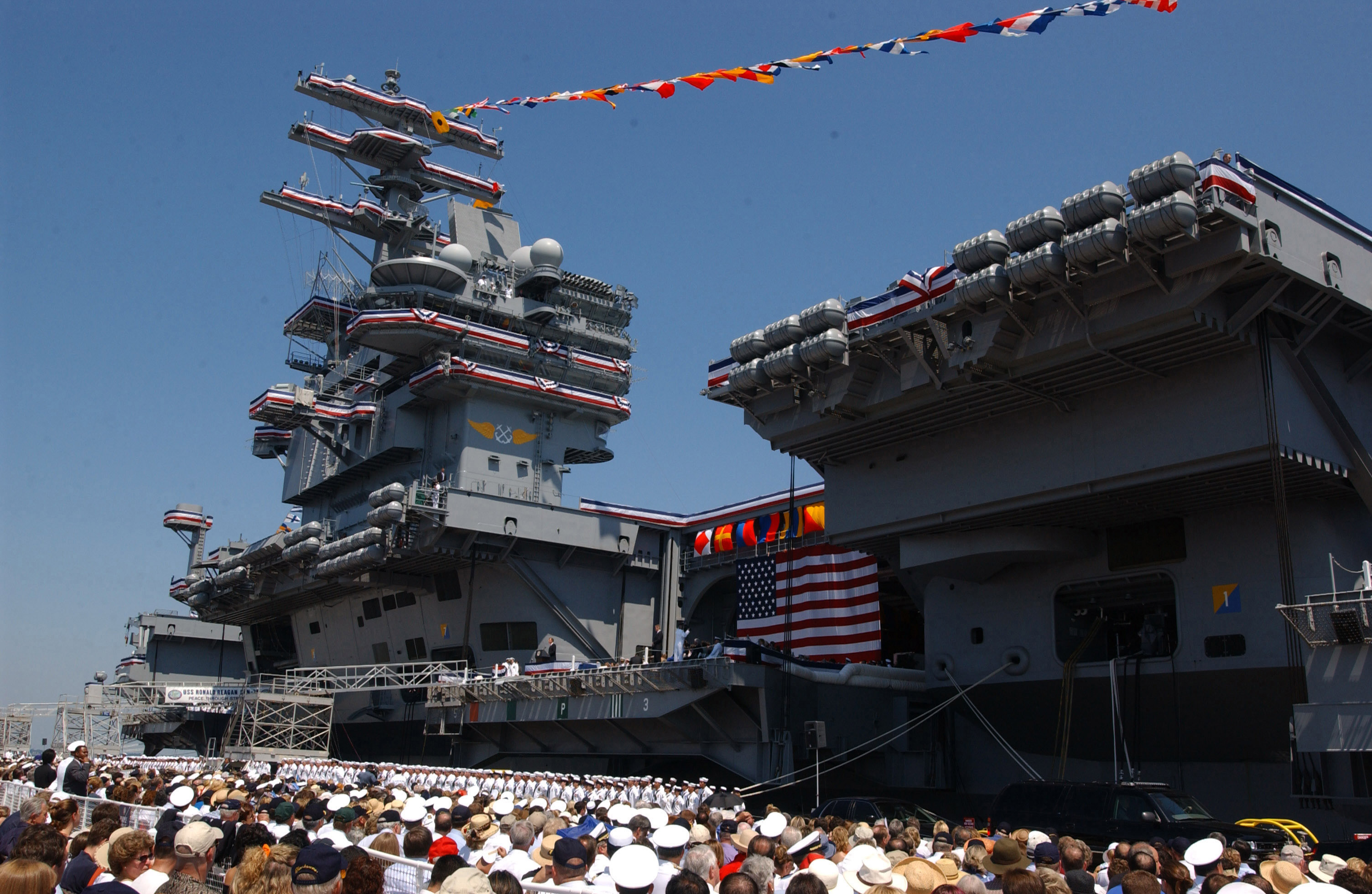
2003年服役典禮
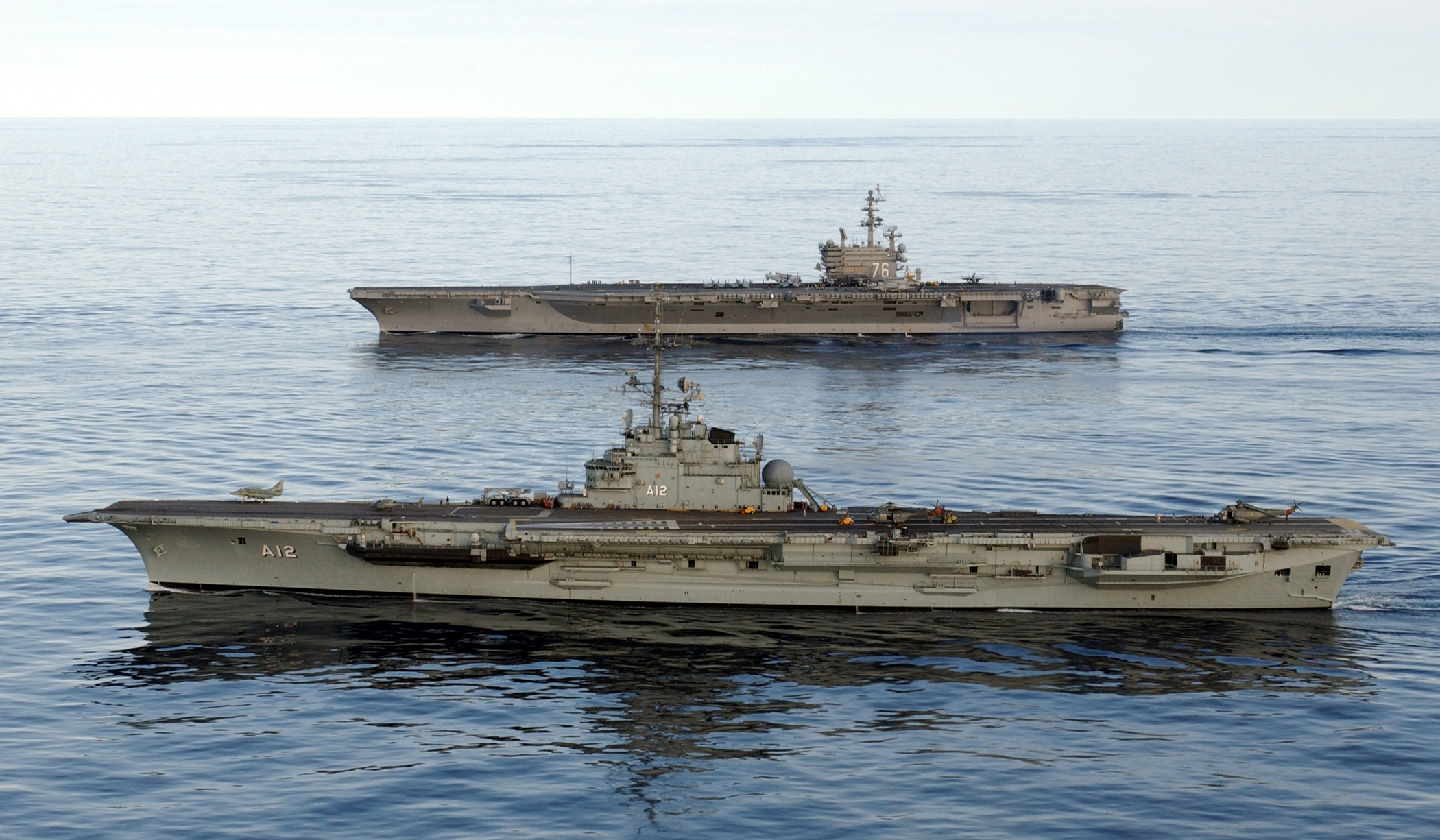
雷根號與巴西聖保羅號攝於2004年6月8日
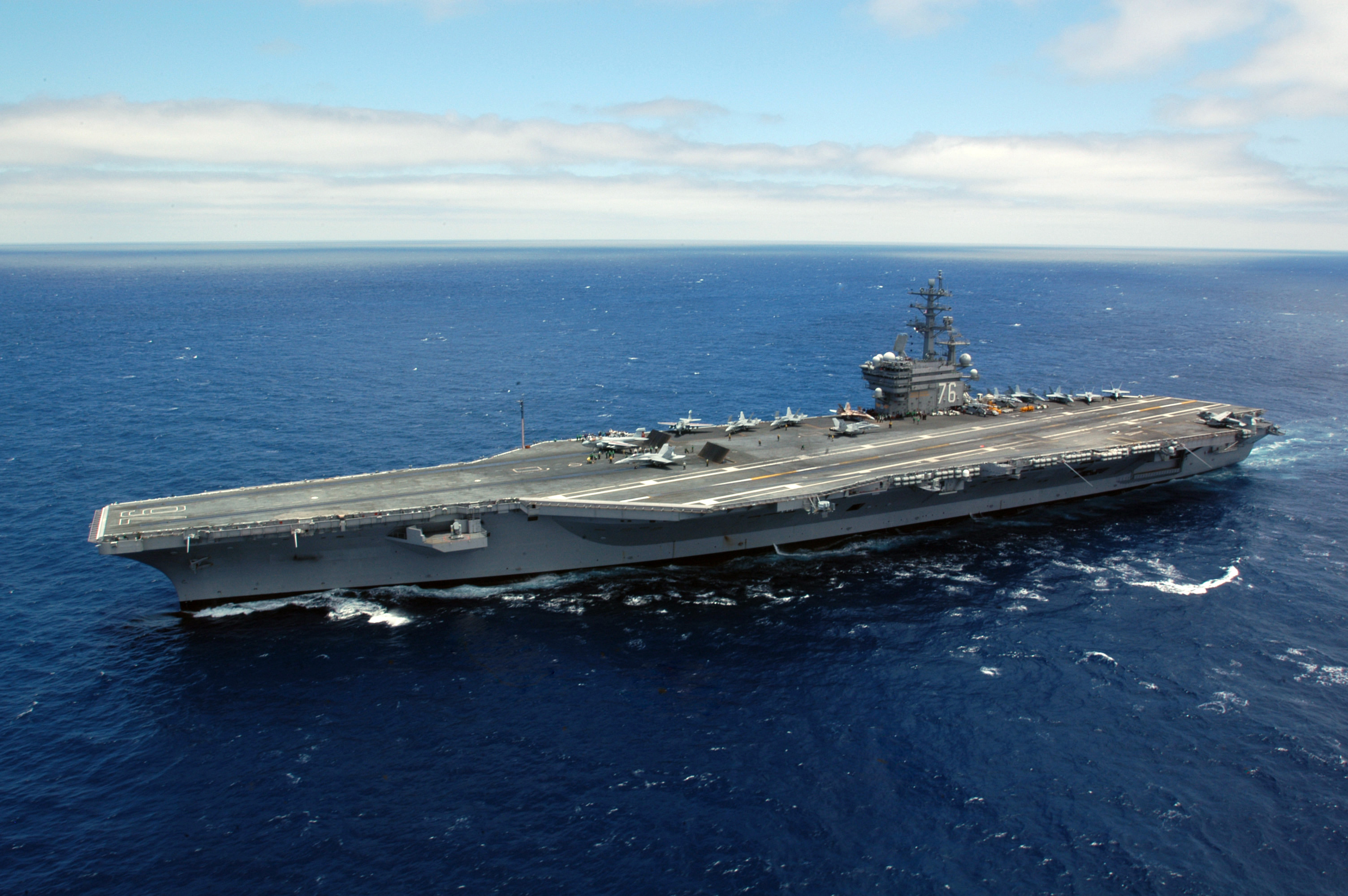
參加環太平洋軍事演習
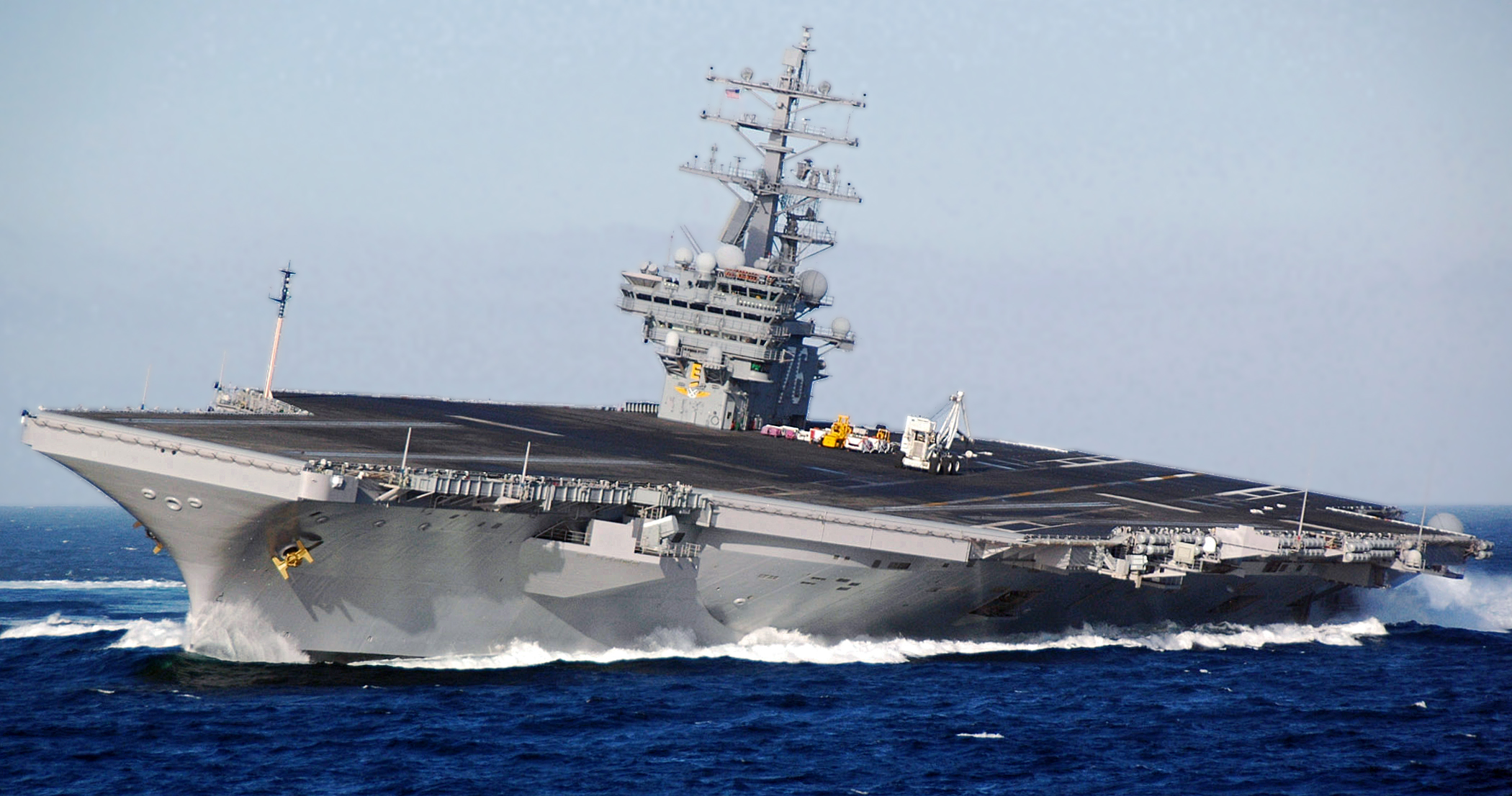
2007年進行急轉彎測試
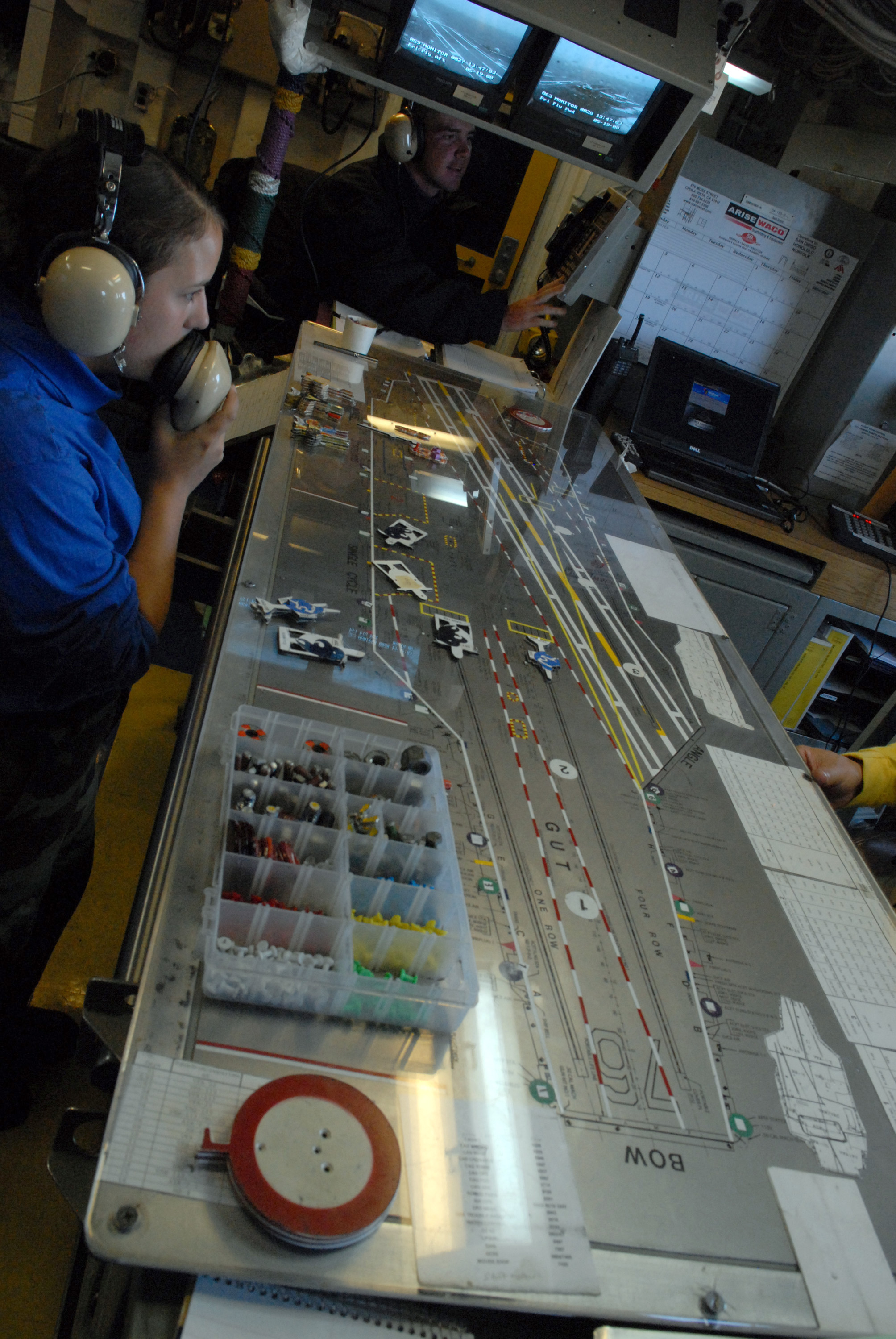
飛行指揮中心
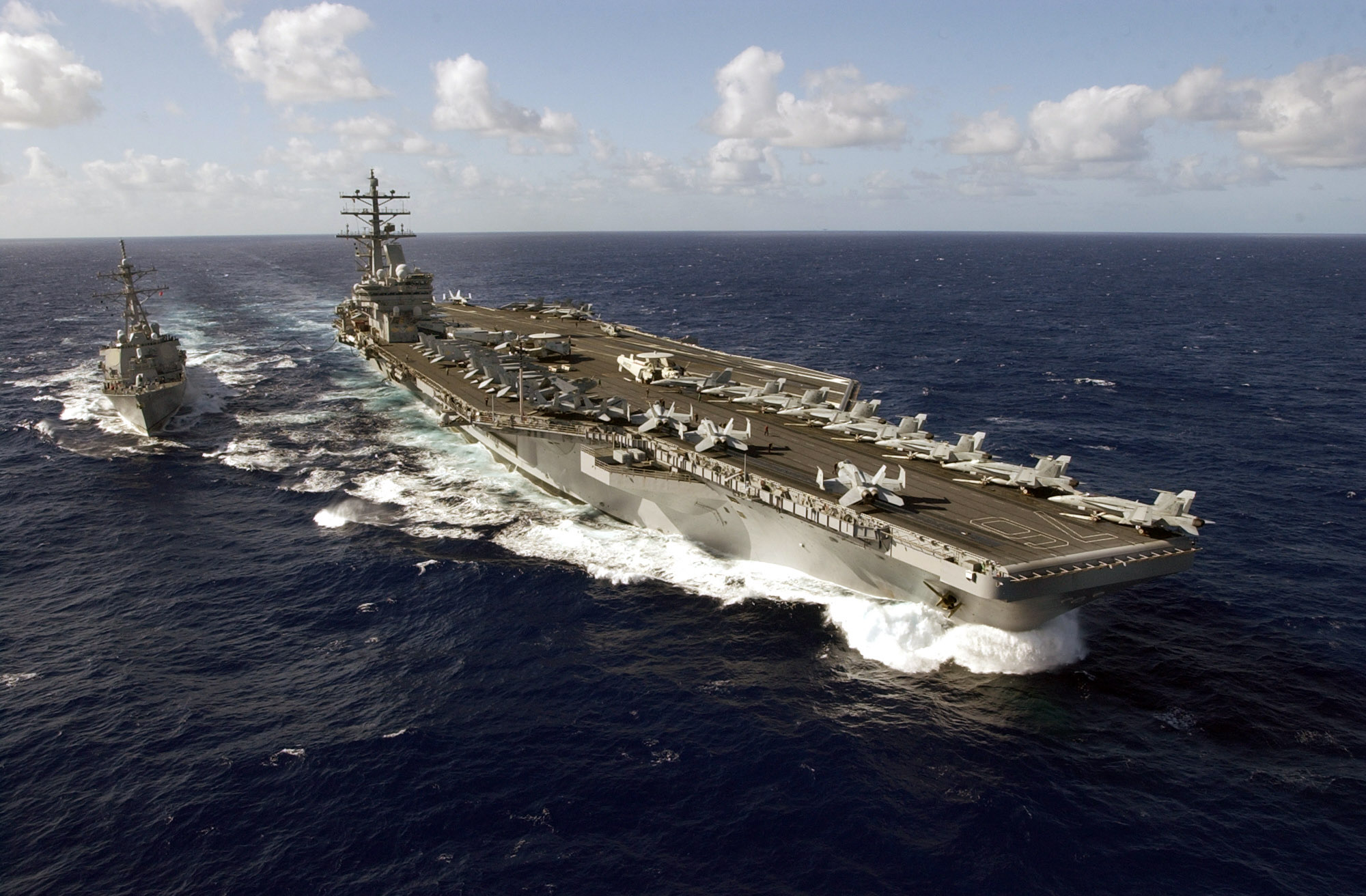
雷根號與護航的“保罗·汉密尔顿”号驱逐舰 (DDG-60)
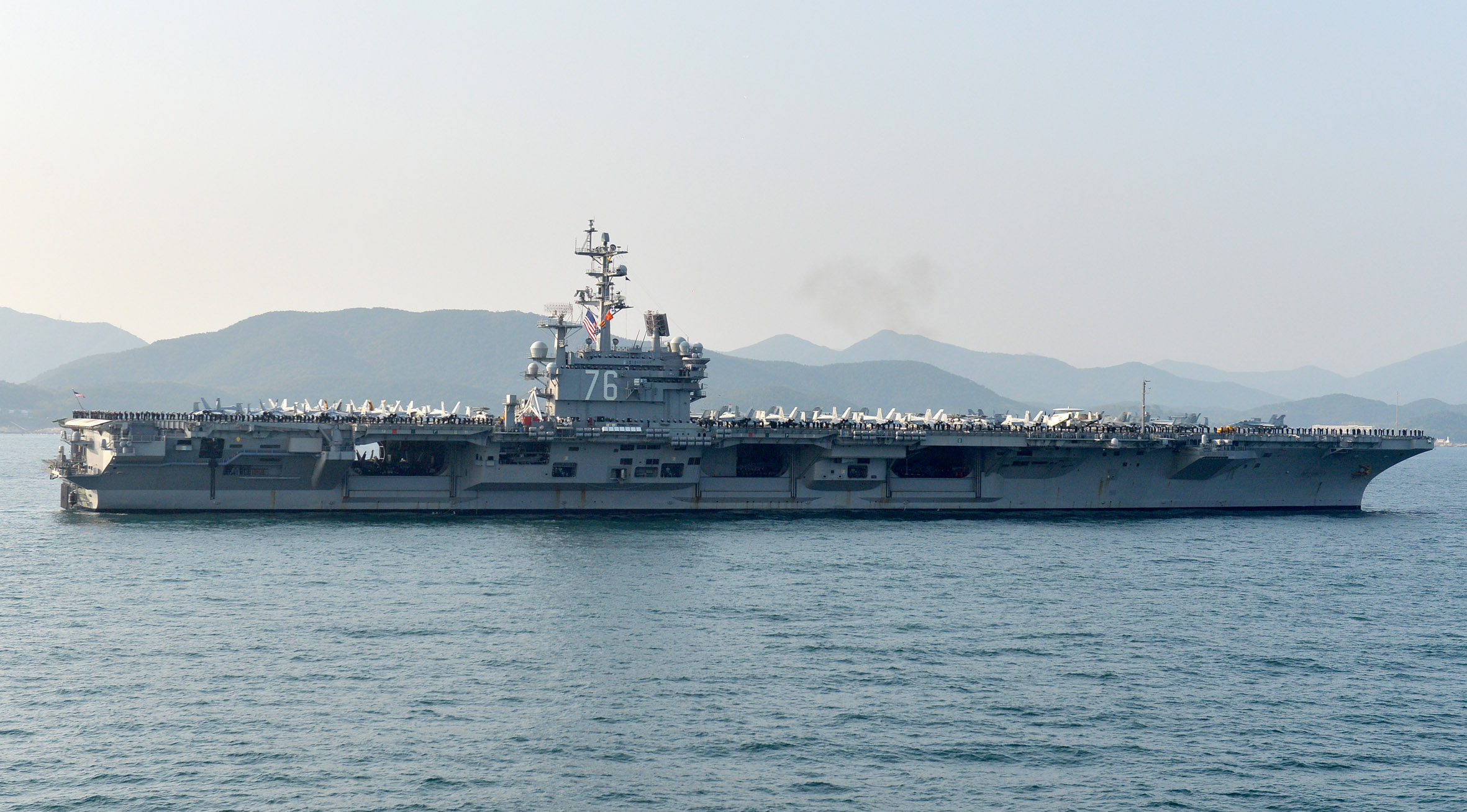
雷根號參加韓國海軍觀艦式，2015年10月
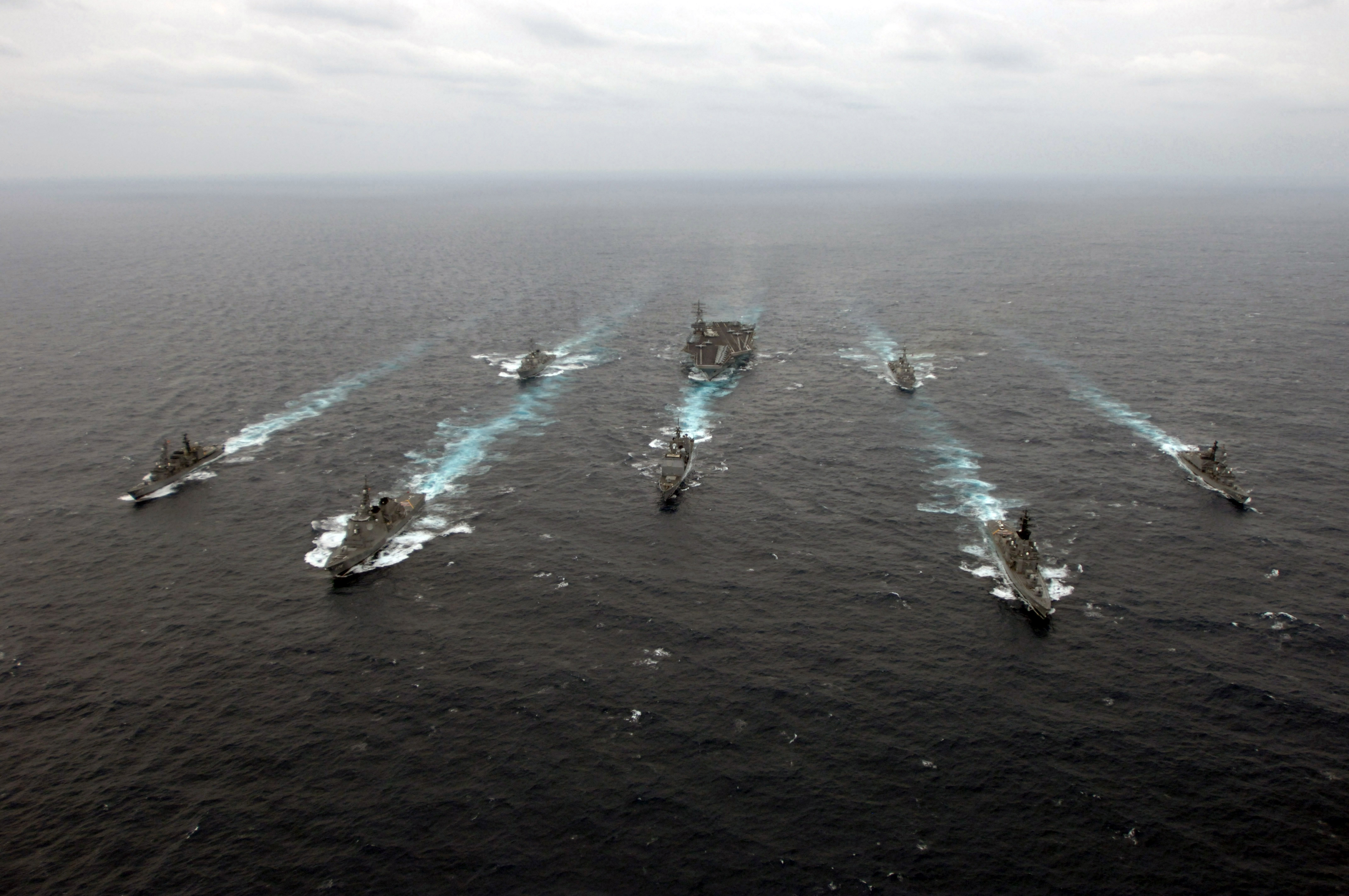
隆納·雷根號航空母艦、妙高號護衛艦、榛名級護衛艦、朝霧型護衛艦×２、提康德罗加级导弹巡洋舰、阿利·伯克級驅逐艦×２、2007年美日軍事演習

## 外部連結
- （英文）美國海軍官方網站 （页面存档备份，存于）
- （英文）雷根號官方網站 （页面存档备份，存于）